# Shin Lim
Liang-Shun Lim (sinh ngày 25 tháng 9 năm 1991) hay còn được biết đến với cái tên Shin Lim, là ảo thuật gia người Canada gốc Singapore. Anh được biết đến qua những màn ảo thuật đặc biệt với những lá bài. Năm 2018 và 2019, Shin Lim lần lượt giành vị trí quán quân của các cuộc thi America's Got Talent (mùa 13) và America's Got Talent: The Champions.

## Thời thơ ấu
Shin Lim sinh ra ở Canada, năm 11 tuổi anh chuyển tới định cư ở bang Massachusetts, Mỹ. Shin Lim theo học đàn piano từ lúc 9 tuổi và bắt đầu có niềm đam mê với ảo thuật từ năm 16 tuổi. Năm 20 tuổi, Shin Lim bị mắc hội chứng ống tay và chấn thương dây chằng ngón tay nên anh buộc phải ngừng chơi đàn và rời Đại học âm nhạc Lee ở Tennessee. Từ đó, anh từ bỏ âm nhạc và chuyển sang lĩnh vực ảo thuật bằng việc đều đặn trau dồi kiến thức, kỹ năng qua kênh YouTube.

## Sự nghiệp
Năm 2015 và 2017, Shin Lim xuất hiện và biển diễn trong chương trình ảo thuật "Penn & Teller: Fool Us"
Năm 2018, anh tham dự cuộc thi "America's Got Talent" và chiến thắng trong đêm chung kết để giành ngôi vị quán quân với giải thưởng 1 triệu USD.
Năm 2019, Shin Lim tiếp tục tham dự cuộc thi "America's Got Talent: The Champions 2019" và giành vị trí quán quân với giải thưởng là Cup vàng và số tiền mặt 25 nghìn USD.

## Đời tư
Lim sống gần Boston, Massachusetts, và có quốc tịch Canada và Hoa Kỳ. Anh lấy vợ tên là Casey Thomas, khi gặp cô ở chuyến đi Macau năm 2015. Cặp đôi lấy nhau vào ngày 19/08/2019.